# Something New
Something New werd als vijfde album van de Britse popgroep The Beatles uitgebracht in de Verenigde Staten. Het was het derde album dat door Capitol Records werd uitgebracht (Introducing... The Beatles werd uitgebracht door Vee Jay en A Hard Day's Night door United Artists).

## Achtergrond
In de zomer van 1964 brachten The Beatles hun eerste speelfilm A Hard Day's Night uit. De rechten voor de filmmuziek waren in handen van United Artists en zij hadden dan ook eerder dat jaar de soundtrack van deze film uitgebracht. Capitol mocht echter een deel van de nummers die ook op de soundtrack waren verschenen, gebruiken voor Something New. De lp werd vervolgens aangevuld met twee nummers van de ep Long Tall Sally (Slow Down en Matchbox) en de Duitstalige versie van I Want to Hold Your Hand.

## Tracks
Alle muziek en teksten zijn geschreven door Lennon/McCartney, tenzij anders aangegeven. 
| Nr. | Titel                      | Duur |
| --- | -------------------------- | ---- |
| 1.  | I'll Cry Instead           | 2:04 |
| 2.  | Things We Said Today       | 2:35 |
| 3.  | Any Time at All            | 2:10 |
| 4.  | When I Get Home            | 2:14 |
| 5.  | Slow Down (Larry Williams) | 2:54 |
| 6.  | Matchbox (Carl Perkins)    | 1:37 |

| 7.                 | Tell Me Why                      | 2:06 |
| 8.                 | And I Love Her                   | 2:28 |
| 9.                 | I'm Happy Just to Dance with You | 1:56 |
| 10.                | If I Fell                        | 2:19 |
| 11.                | Komm, Gib Mir Deine Hand         | 2:24 |
| Totale duur: 24:47 |                                  |      |